# North (Darkstar)
North is het debuutalbum van de Londense muziekgroep Darkstar. De muziek op het album bestaat uit een variant op stemmige, melancholische elektronische muziek, soms uitermate dansbaar en dan weer in het geheel niet. De synthesizerklanken doen sterk denken aan de jaren '80, de new waveperiode.

## Musici
- James Battery – zang, gitaar
- Aiden Whalley, James Young – synthesizers, elektronica

## Muziek
Alles van Whalley en Young. Gold is een cover van Human Leagues You remind me of gold, geschreven door Phil Oakey. 

| Nr. | Titel                     | Duur |
| --- | ------------------------- | ---- |
| 1.  | In the wings              | 2:53 |
| 2.  | Gold                      | 3:20 |
| 3.  | Deadness                  | 4:39 |
| 4.  | Aidy’s girl is a computer | 5:11 |
| 5.  | Under one roof            | 4:31 |
| 6.  | Two chords                | 3:58 |
| 7.  | North                     | 3:53 |
| 8.  | Ostkreuz                  | 2:30 |
| 9.  | Dear heartbeat            | 3:43 |
| 10. | When it's gone            | 3:58 |

Zowel Gold als Aidy´s girl verschenen op 12”-EP.